# Bryothinusa neoguineensis
Bryothinusa neoguineensis is een keversoort uit de familie van de kortschildkevers (Staphylinidae). De wetenschappelijke naam van de soort is voor het eerst geldig gepubliceerd in 2000 door Pace.